# Liste der Monuments historiques in Listrac-de-Durèze
Die Liste der Monuments historiques in Listrac-de-Durèze führt die Monuments historiques in der französischen Gemeinde Listrac-de-Durèze auf.

## Liste der Bauwerke
| Bezeichnung          | Beschreibung                  | Standort | Kennzeichnung | Schutzstatus | Datum | Bild           |
| -------------------- | ----------------------------- | -------- | ------------- | ------------ | ----- | -------------- |
| Kirche St-Barthélemy | Erbaut im 12./13. Jahrhundert | (Lage)   | PA00083601    | Inscrit      | 2001  | weitere Bilder |

## Liste der Objekte
| Bezeichnung     | Beschreibung    | Standort                           | Kennzeichnung | Schutzstatus | Datum | Bild |
| --------------- | --------------- | ---------------------------------- | ------------- | ------------ | ----- | ---- |
| Gemälde Heilige | 18. Jahrhundert | in der Kirche St-Barthélemy (Lage) | PM33001722    | Inscrit      | 1991  |      |